# Cucullia albidior
Cucullia albidior är en fjärilsart som beskrevs av W. Warren 1910. Cucullia albidior ingår i släktet Cucullia och familjen nattflyn. Inga underarter finns listade i Catalogue of Life.